# Testare de produse
Testarea produselor, numită și testare de către consumatori sau testare comparativă, este un proces de determinare a proprietăților sau a funcționării produselor.
Odată cu apariția producției în masă, producătorii au început să dezvolte produse de marcă despre care afirmă că respectă un anumit nivel tehnic.
Prin testarea produsului se urmărește înțelegerea de către consumatori a beneficiilor produsului și care dintre acestea  sunt de cea mai bună calitate. Această testare este o strategie care vizează creșterea protecției consumatorilor prin verificarea afirmațiilor făcute prin intermediul strategiilor de marketing, precum publicitatea, care, prin natura lor, servesc interesele distribuitorilor de servicii și nu neapărat interesele consumatorului. Începutul procesului de  testare a produselor a marcat începutul mișcării consumatoriste.
Testarea de produse poate fi realizată de către un producător, un laborator independent, o agenție guvernamentală etc. Adesea, o metodă  de testare formală este utilizată ca bază pentru testare. În alte situații, inginerii dezvoltă metode de testare care sunt potrivite pentru un anumit scop. Testele comparative supun mai multe eșantioane reproduse de produse similare la condiții de testare identice..

## Scopuri
Testarea produselor poate avea o varietate de scopuri, cum ar fi:
- să stabilească sau să verifice dacă cerințele dintr-un caiet de sarcini, regulamentul de funcționare sau contractul sunt respectate
- să decidă dacă programul de dezvoltare a unui nou produs este pe drumul cel bun: să valideze fezabilitatea unei machete sau schițe
- să ofere date standard pentru alte obiective științifice, inginerești sau de asigurare a calității
- să valideze adecvarea pentru utilizarea finală
- să ofere o bază pentru comunicarea tehnică
- să ofere un mijloc tehnic de a compara mai multe opțiuni
- să furnizeze dovezi în cadrul procedurilor judiciare: răspunderea pentru produse, brevete, revendicări de produse etc.
- să ajute la rezolvarea problemelor în legătură cu produsul actual
- să ajute la identificarea posibilelor modalități de a face economie la costurile de producție

Testarea de produse poate fi folosită pentru:
- a supune produsele la forța și dinamica în condițiile utilizării
- a reproduce tipurile de daune care ar putea fi provocate de utilizarea consumatorului
- a controla omogenitatea fabricării produselor sau componentelor

Testarea longevității și luminozității luminii electrice
Laborator de testare a televizoarelor
Testarea căștilor într-o cameră anecoidă

## Definirea termenului
Testarea de produs se referă la orice proces prin intermediul căruia un cercetător măsoară performanța, siguranța, calitatea și conformitatea produsului cu standardele stabilite. Partea esențială care definește un obiectiv în privința programului de testare comparativă este partea în care cercetătorii implicați pot efectua teste independente de cele ale producătorilor, furnizorilor și comercianților de produse.

## Istoric
Odată cu răspândirea industrializării, diferiți producători au început să exploreze concepte din domeniul așa-numitei „producții de tipul lean” pentru a-și maximiza eficiența industrială. Aceasta a inclus spre orientarea producerii de bunuri cu anumite specificații în conformitate cu standardele de producție.  Agențiile guvernamentale, mai ales dindin Statele Unite, au început să ceară producătorilor care licitează contracte guvernamentale să își desfășoare activitatea conform standardelor predefinite.  Filozofii străvechi din acest domeniu, precum Frederick J. Schlink, au început să își imagineze un sistem de aplicare a unor așteptări similare în ceea ce privește standardele consumatorilor, pentru a le permite oamenilor să facă achiziții  în funcție de calitatea produsului, nu în funcție de reclamele rivalilor sau a propagandei de marketing. Schlink a publicat împreună cu Stuart Chase cartea „Your Money's Worth” care a devenit un adevărat ghid care demasca mijloacele de fraudare și manipulare folosite pe piața americană, posibile din cauză că în procesul de reglementare consumatorii nu erau deloc reprezentați. La sfârșitul acestei cărți autorii au prezentat ideea unui "club al consumatorilor", care ar fi testat produsele și ar fi servit doar interesele acestora. Succesul cărții a dus la înființarea unui centru de cercetare al consumatorilor, care a devenit prima organizație a consumatorilor din lume. Astfel,s-au pus bazele mișcării consumatoriste.

## Roluri

### Rolul guvernului
De obicei, guvernul participă la testarea produselor prin crearea unor legi privind producția, cu scopul de a se asigura că producătorii descriu cu exactitate produsele pe care le vând și că produsele sunt sigure pentru a fi utilizate de către consumatori. Parlamentarii introduc reguli guvernamentale atunci când sistemul voluntar al industriei nu dorește sau nu poate să rezolve o problemă gravă. Standardele guvernamentale sunt aproape întotdeauna mai stricte decât standardele voluntare și au scopul de a reduce pericolele la care sunt expuși consumatorii. Majoritatea guvernelor le impun producătorilor să își testeze propriile produse.

### Rolul industriei
Cea mai simplă funcție a industriei este furnizarea de produse și servicii în conformitate cu standardele industriale. În orice industrie, unele standarde vor fi voluntare (ceea ce înseamnă că industria practică autoreglementarea) sau obligatorii (ceea ce înseamnă că reglementările sunt impuse de guvern).
Fiecare industrie din domeniul bunurilor de larg consum are o asociație comercială asociată, ale cărei atribuții includ dezvoltarea standardelor voluntare și promovarea industriei. O asociație comercială poate facilita, de asemenea, testarea conformității sau certificarea conform căreia produsele unui anumit producător îndeplinesc anumite standarde. Standardele „voluntare” pot părea fie opționale, fie obligatorii din perspectiva unui producător și, în multe cazuri, atunci când o industrie adoptă un standard, aceasta pune presiune asupra tuturor producătorilor pentru a se conforma. Standardele voluntare impun, de obicei, criterii minime de performanță fără referire la calitate.
Un exemplu de reglementare din interiorul industriei este înființarea „Underwriters Laboratories” din Statele Unite în 1894; „Codul Electric Național”, publicat în 1897, este un exemplu de reglementare guvernamentală. Underwriters Laboratories publică și aplică sute de standarde de siguranță, dar nu impune standarde de calitate.
Un exemplu de industrie care testează produsele propriilor membri și furnizează informații imparțiale privind testele comparative este greu de găsit, chiar imposibil de identificat. Asociațiile comerciale există pentru a servi intereselor membrilor, iar dacă informațiile dorite de consumatori sunt contrare nevoilor membrilor, distribuirea acestora poate dăuna industriei. Informațiile furnizate de industrie sunt o parte integrantă a pieței, dar, prin natura lor, nu pot fi echilibrate, obiective, complete și imparțiale.

### Rolul organizațiilor de consumatori

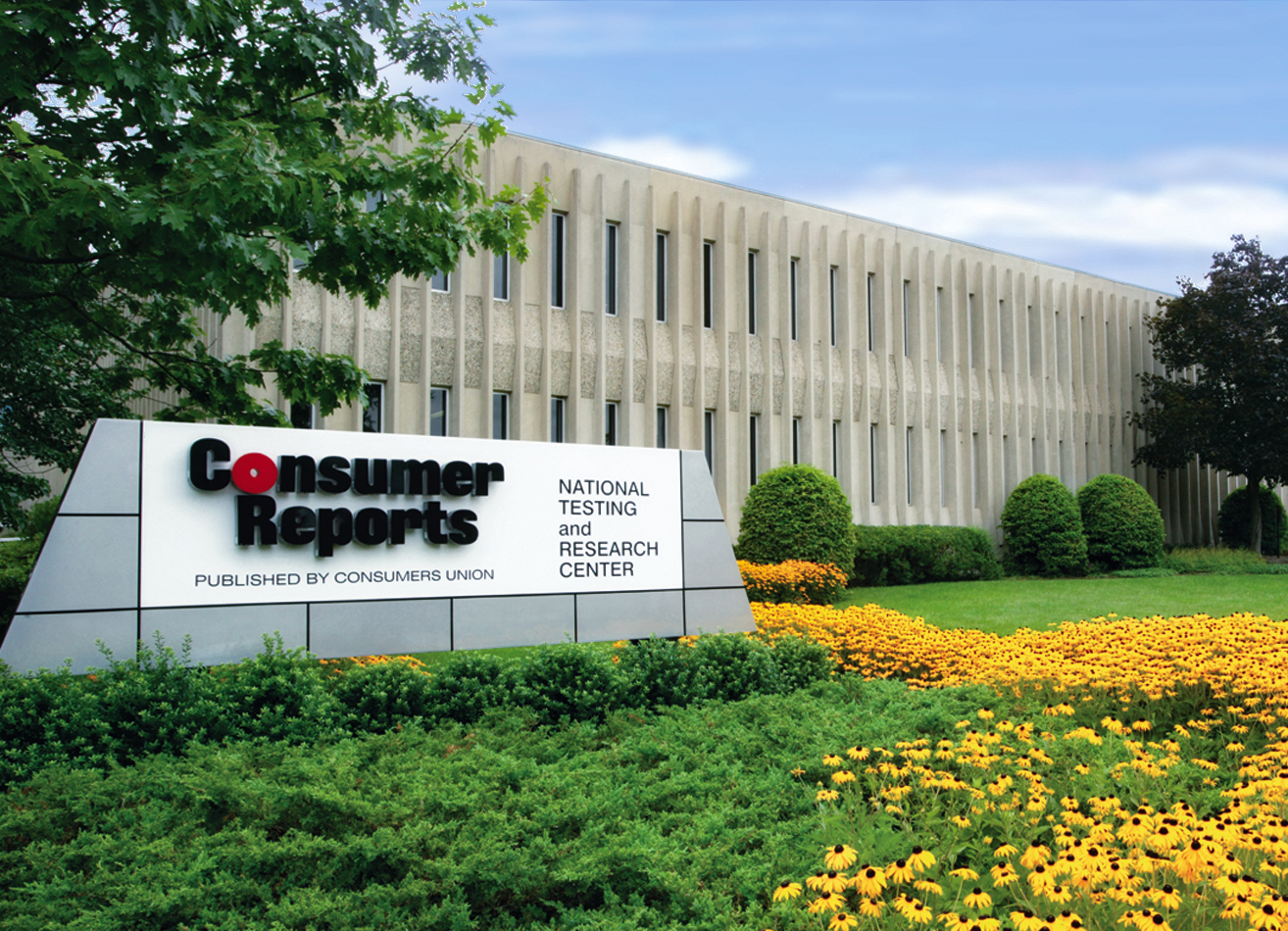
Centrul de Cercetare a Produselor Nationale, Consumer Reports din Yonkers, New York

Rolul asociațiilor de consumatori este de a  reprezenta interesul consumatorilor individuali în fața industriei și a administrației. În timp ce nici guvernul, nici industria, nu reglementează calitatea produselor și a serviciilor, din perspectiva consumatorului, calitatea produselor este o preocupare principală.
Istoria asociaților de consumatori la nivel internațional este strâns legată de istoria mișcării consumatoriste din Statele Unite, care a stabilit precedentul și modelul pentru testarea de produse în întreaga lume. Întrucât inițial, în cadrul mișcării consumatoriste, asociațiile de consumatori au căutat doar să respecte standardele minime de siguranță, consumatorii au început rapid să ceară informații comparative despre produse similare din cadrul unei categorii. Informațiile comparative urmăresc să afirme că produsele similare sunt comparabile, în timp ce, din perspectiva unui sector de marketing, interesul principal al producătorului este diferențierea produselor, pentru a susține că marca proprie este dezirabilă din motive independente de valoarea obiectivă pe care aceasta o are pentru consumatori.
Accesul la rezultate cuprinzătoare și obiective furnizate prin testarea de produse este principalul instrument pe care consumatorii îl pot utiliza pentru a lua o decizie în cunoștință de cauză atunci când trebuie să aleagă între mai multe produse.